# Richard Lester (Ruderer)
Richard C. Lester (* 24. März 1949) ist ein ehemaliger britischer Ruderer, der 1976 eine olympische Silbermedaille im Achter gewann.

## Sportliche Karriere
Der 1,87 m große Richard Lester trat bei den Europameisterschaften 1973 mit Christopher Etherington, Andrew Bayles, Hugh Matheson und Steuermann Patrick Sweeney im Vierer mit Steuermann an und belegte den elften Platz. Zwei Jahre später ruderten Richard Lester, Hugh Matheson, Timothy Crooks, Richard Ayling und Patrick Sweeney im Vierer mit Steuermann bei den Weltmeisterschaften in Nottingham und belegten den vierten Platz mit einer Sekunde Rückstand auf den drittplatzierten Vierer aus der DDR. Bei den Olympischen Spielen 1976 in Montreal startete der britische Achter in der Besetzung Richard Lester, John Yallop, Timothy Crooks, Hugh Matheson, David Maxwell, Jim Clark, Frederick Smallbone, Leonard Robertson und Patrick Sweeney. Im Vorlauf belegten die Briten mit fast fünf Sekunden Rückstand auf den Achter aus der DDR den zweiten Platz. Mit einem Sieg im Hoffnungslauf erreichten die Briten das Finale. Im Finale gewann der Achter aus der DDR mit zweieinhalb Sekunden Vorsprung auf die Briten, die ihrerseits zweieinhalb Sekunden Vorsprung auf die drittplatzierten Neuseeländer hatten.